# Unionisme (Nederlanden)
Unionisme in het Verenigd Koninkrijk der Nederlanden en later in België betekent de unie van liberalen en katholieken, die in de Zuidelijke Nederlanden in verzet gingen tegen de regering van koning Willem I en in de beginjaren van het koninkrijk België politieke samenwerking nastreefden.

## Geschiedenis
Het unionisme kwam in eerste instantie tot uiting in de Franstalige pers. In 1827 zochten de Luikse katholieke krant le Courier de la Meuse en de liberale krant le Mathieu Laensbergh toenadering. De unie was definitief gesloten toen de Brusselse liberale krant van Louis de Potter, le Courrier des Pays-Bas, zich op 8 november 1828 daarbij aansloot.
In Nederlandse koningsgezinde kringen noemde men het unionisme indertijd het Eerloos Verbond of Une Infamie. De opposanten namen dit als een geuzennaam aan en stichtten L'Ordre de l'Infamie.
Het referentiewerk van het unionisme was de op 15 juli 1830 verschenen tweede editie van het boek van Louis de Potter: L'Union des catholiques et des libéraux dans les Pays-Bas (de Unie van katholieken en liberalen in de Nederlanden).
Oorspronkelijk was het niet de bedoeling van het unionisme om een afscheuring van de zuidelijke provincies uit te lokken. Wel streefden veel unionisten naar een minder gecentraliseerde Nederlandse staat, naar minder macht voor de (protestantse) koning en naar een bestuurlijke scheiding tussen Noord en Zuid. Uiteindelijk mondde dit uit op de Belgische Revolutie.
Na 1830  werden in België de regeringen die bestonden uit liberalen en katholieken unionistisch genoemd. Dit unionisme, sterk gesteund door koning Leopold I, hield ongeveer stand tot aan de definitieve beëindiging van de strijd met Nederland, toen Willem I het Verdrag der XXIV Artikelen uiteindelijk aanvaardde. De gewone politieke tegenstellingen namen voortaan weer hun vrije loop.
Men beschrijft het unionisme als een voorbeeld van een politiek monsterverbond, een verbond van partijen die zeer verschillend zijn maar voor een keer en in functie van een gemeenschappelijk doel, de handen ineenslaan.
Van 1831 tot 1847 werden alle regeringen als 'unionistisch' beschouwd, hoewel er toch duidelijke verschillen voorkwamen.
De regeringen tot 1840 bestonden inderdaad uit ministers die als liberalen of katholieken konden worden gecatalogeerd. In april 1840 tot april 1841 bestond de regering-Lebeau echter uitsluitend uit liberalen en van maart 1846 tot augustus 1847 was de regering-de Theux - Malou homogeen katholiek. Toch werden ze nog als voorstanders van het unionisme beschouwd. Vanaf de regering-Charles Rogier in 1847 kwamen definitief homogene hetzij liberale hetzij katholieke regeringen aan het bestuur, met de andere partij als stevige zo niet zelfs hevige oppositie. Het unionisme was toen bijna definitief voorbij. Niet helemaal echter, want van maart 1855 tot oktober 1857, toen in Kamer en Senaat de twee partijen ongeveer even sterk waren, slaagde de koning er in het unionisme nieuw leven in te blazen en zat Pierre De Decker nog een gematigd kabinet voor, bestaande uit twee katholieken, twee liberalen en twee technici. Het ontslag van deze regering betekende het onherroepelijk einde van de unionistische regeringen.

## Unionisten
Volgende politieke voormannen waren, naast koning Leopold I, overtuigde voorstanders van het unionisme:
| - Pierre de Decker - Paul Devaux - Étienne de Gerlache | - Joseph Lebeau - Adolphe Levae - Felix de Mûelenaere | - Jean-Baptiste Nothomb - Louis de Potter | - Etienne de Sauvage - Goswin de Stassart | - Barthélémy de Theux de Meylandt - Sylvain van de Weyer |

## Hedendaags Belgisch unionisme
Zie Belgicisme (politiek)